# Nátriumautunit
A nátriumautunit nátriumtartalmú uránfoszfát, az autunitnál kisebb víztartalommal. A kisebb víztartalom miatt urántartalma és sűrűsége az autunitnál magasabb.
- Kémiai képlete: Na2(UO2)2(PO4)2×(6~8)H2O.
- Sűrűsége: 2,42-2,58 g/cm³.
- Keménysége: 2,0-2,5  lágy ásvány (a Mohs-féle keménységi skála szerint).
- Jellemző összetétele:
- Na2O: 6,9%
- UO2: 60,0%
- P2O5: 15,7%
- H2O: 14,2%

- Egyebekben lásd→ Autunit.